# Mishima ou la Vision du vide
Pour les articles homonymes, voir Mishima.
Mishima ou la Vision du vide est un essai de Marguerite Yourcenar paru le 2 janvier 1981 aux éditions Gallimard.  Le livre a été traduit dans une vingtaine de langues.

## Historique
Cet essai de Marguerite Yourcenar s'attache à l'analyse de la vie et de l'œuvre de l'écrivain japonais Yukio Mishima dont le suicide une dizaine d'années plus tôt l'a marquée. La mort et le suicide étant des sujets notables pour Yourcenar, le cas de Mishima a durablement engagé l'attention de l'écrivaine. Un an auparavant elle avait publié dans L'Express un compte rendu du livre La Noblesse de l'échec d'Ivan Morris qui est intitulé « Le Japon de la mort choisie ».

## Éditions
- Éditions Gallimard,  coll.« Blanche », 1981  (ISBN 2-07-023887-3)
- Dans Essais et mémoires, éditions Gallimard, coll. « Bibliothèque de la Pléiade », no 378, 1991  (ISBN 9782070112128)